# Provincia Muğla
Provincia Muğla este o provincie a Turciei cu o suprafață de  km², localizată în